# Trachelas canariensis
Espèce
Trachelas canariensis est une espèce d'araignées aranéomorphes de la famille des Trachelidae.

## Distribution
Cette espèce  se rencontre en Espagne, au Tunisie, en Algérie, au Maroc, en Éthiopie, au Kenya, en Ouganda, au Rwanda, au Congo-Kinshasa, en Angola, au Botswana, au Lesotho et en Afrique du Sud.

## Description
Les mâles types mesurent de 2,3 à 3,2 mm.
Les mâles mesurent de 2,42 à 2,97 mm et les femelles de 2,50 à 3,37 mm.
Les mâles mesurent de 1,90 à 3,60 mm et les femelles de 2,95 à 4,15 mm.

## Systématique et taxinomie
Cette espèce a été décrite par Wunderlich en 1987.

## Étymologie
Son nom d'espèce, composé de canari[as] et du suffixe latin -ensis, « qui vit dans, qui habite », lui a été donné en référence au lieu de sa découverte, les îles Canaries.

## Publication originale
- Wunderlich, 1987 : Die Spinnen der Kanarischen Inseln und Madeiras: Adaptive Radiation, Biogeographie, Revisionen und Neubeschreibungen. Triops Verlag, Langen, p. 1-435.